# William Crawford Williamson
William Crawford Williamson (Scarborough, 1816 – Londra, 1895) è stato un biologo britannico.
Docente all'Owens College di Manchester, fu il primo ad utilizzare il microscopio nello studio di fossili vegetali.